# Jonas Nilsson
Jonas Nilsson, född 7 mars 1963 i Hedemora i Dalarna, är en svensk tidigare utförsskidåkare. Han deltog i världscupen mellan 1983 och 1992, och tog två segrar, båda i slalom. Han tog en överraskande guldmedalj i slalom vid VM i Bormio i Italien 1985.

## Meriter

### Världsmästerskap
- Guld i slalom 1985 vid alpina VM i Bormio i Italien.

### Världscupvinster
| Datum            | Plats                         | Gren   |
| ---------------- | ----------------------------- | ------ |
| 16 december 1985 | Madonna di Campiglio, Italien | slalom |
| 6 januari 1990   | Kranjska Gora, Jugoslavien    | slalom |